# 脂肪塞栓症

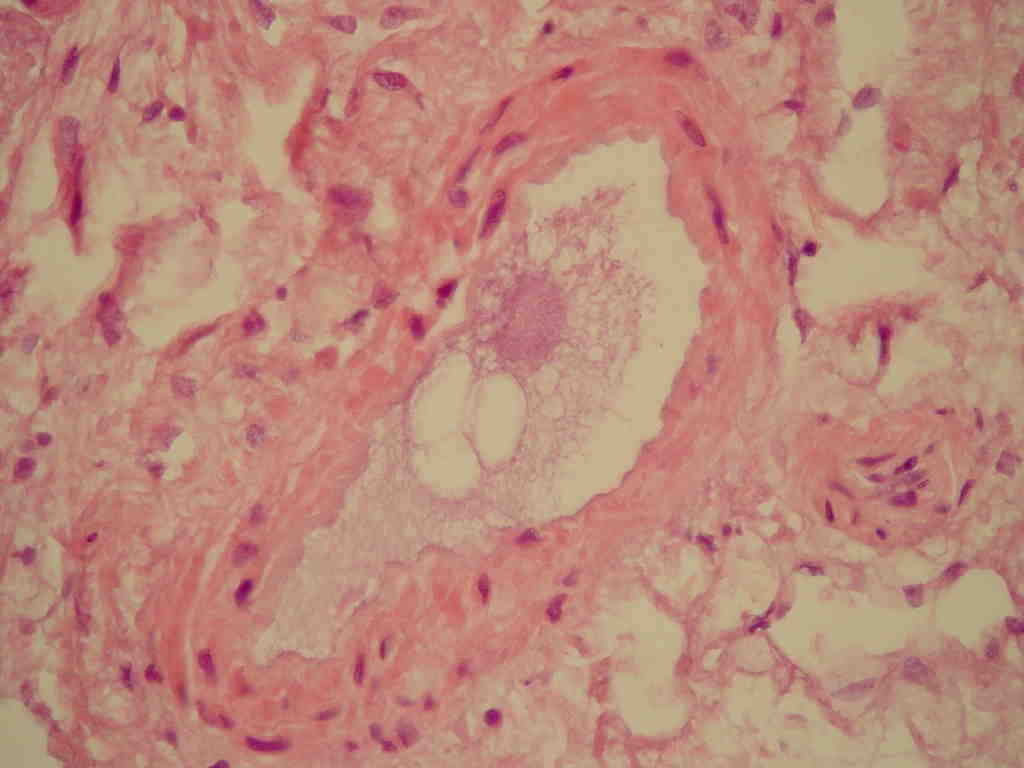
膵炎の後、重篤な脂肪塞栓症により死亡した症例では、肺血管に脂肪組織の遊離を確認した （ERCP=内視鏡的逆行性胆膵管造影、HE染色）

脂肪塞栓症（しぼうそくせんしょう、英: fat embolism、独: Fettembolie）は、脂肪細胞が血管を塞栓させて起こる病気である。

## 病態
脂肪細胞に血管を塞栓された臓器が虚血による不全を起こす事が本症の病態である。塞栓される臓器によって様々な臓器不全を起こす。
長管骨の骨折もしくは軟部組織の広範な挫滅を伴う外傷、手術、熱傷、炎症などにより、骨髄もしくは皮下の脂肪組織が遊離し、血管もしくはリンパ管内に流入して循環障害を来すのが脂肪塞栓症である。損傷を受けた静脈系に流入した脂肪滴が肺血管を閉塞し、数時間から数日後に呼吸困難、チアノーゼを呈して肺水腫に陥り、重篤となることがある。まれに肺を通過して動脈系に入り、脳や腎血管を閉塞することがある。また、プルチェル網膜症は全身性の脂肪塞栓症と同様に脂肪塞栓によるものである。

## 原因
原因は、外傷時に脂質代謝が変化し血液内の脂肪が脂肪滴になるため、あるいは外傷部分の血管から骨髄などの脂肪が入り込むためと考えられている。全身性の脂肪塞栓症の原因としては、骨折の他に、皮下脂肪組織の挫滅、脂肪肝による障害、急性膵炎、減圧症、広範囲熱傷、糖尿病、骨髄炎などがある。

## 統計
骨折時に起きやすい。通常、受傷後12 - 48時間後に発症する。

## 症状と治療
塞栓が軽度であれば無症状の事も多いが、たとえば脂肪が肺動脈を塞栓すれば低酸素症を起こし、脳を栄養する動脈を塞栓すれば意識障害等を起こす。最悪の場合、死亡することもある。全身性の脂肪塞栓症に対しては、ステロイドの大量療法と機械的換気が行われる。

## 社会的影響
本症は生命に危険がなさそうな骨折患者でも起こり得るが、重症感の無い患者や家族に対しては医療者はインフォームド・コンセント（以下IC）を十分行わない事が多いので、本症で死亡した遺族から医療ミスを疑われやすい。本症を考える事によって重症感と実際のリスクが比例しない病気について認識を深め、重症感に拠らずICを徹底する事が重要である。

## プルチェル網膜症
プルチェル網膜症（英：Purtscher's retinopathy、独：Purtscher-Retinopathie）は、外傷性網膜血管症 traumatic retinal angiopathy、プルチェル症候群 Purtscher's syndrome、プルチェル病 Purtscher's disease ともいう。プルチェル（Otmar Purtscher, 1852 - 1927）はドイツの眼科医である。
主な眼圧所見は両眼の綿花状白斑と静脈拡張である。綿花状白斑は後極部に好発、多発し、融合傾向が見られ、また主幹血管に沿った火炎状出血が認められる。発症後に呼吸困難、頻呼吸を伴う切迫呼吸症候群が起こることがある。病態、原因、治療については全身性の脂肪塞栓症に準ずる。
眼球以外における外傷、特に頭部に受けた打撲、胸部に受けた圧迫損傷などにより生じる網膜症で、外傷性網膜症 traumtic retinopathy、遠達性網膜障害 distant injury of the retina などとも呼ばれてきた。現在はその発生病理から外傷、特に骨折による脂肪塞栓を含め、脂肪塞栓による網膜症と広く解釈されている。